# Voodoo (Pornodarsteller)

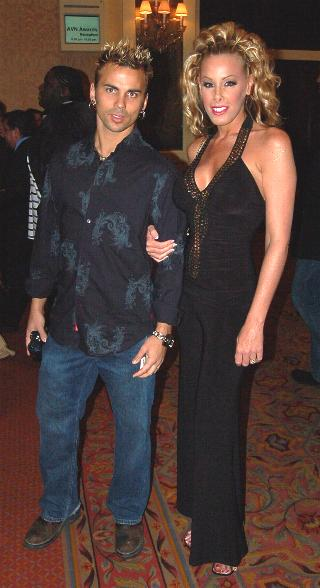
Voodoo mit Ehefrau Nicole Sheridan, 2006

Voodoo (* 24. September 1977 als Alexandre Boisvert in Toronto) ist ein US-amerikanischer Pornodarsteller und Schauspieler.

## Leben
Voodoo begann seine Karriere 1999 in billigeren Pornofilmen, bevor er seine zukünftige Frau kennenlernte und in hochwertigeren Produktionen mitwirkte, etwa in Jewel Raider, der eine Anspielung auf Tomb Raider ist. Nun arbeitet er für bekannte Produktionsfirmen wie Wicked Pictures, Vivid Video und Adam & Eve.
Parallel zu seiner Karriere im Bereich der Hardcore-Pornographie spielt er in mehreren TV-Erotikfilmen für Firmen wie MRG Entertainment, Mainline Releasing und Retromedia mit. Mehrfach arbeitete er hierbei mit dem Regisseur Fred Olen Ray und Schauspielerinnen wie Christine Nguyen, Beverly Lynne und Nicole Sheridan.
Voodoo lebt zusammen mit seiner Frau Nicole Sheridan, die er im Jahr 2000 kennenlernte und heiratete und die ebenfalls Pornodarstellerin ist, in Los Angeles. Er dreht nur Szenen, an denen auch seine Frau beteiligt ist.
Sein Bruder Franco del Toro ist ebenfalls Pornodarsteller.

## Filmografie (Auswahl)
- Driving Mercedez Wild
- Jewel Raider
- Taboo 2001
- Sold
- Desperate Wives
- Sentenced
- Coming from Behind
- Secrets of the Hollywood Madam

- 2006: Ghost in a Teeny Bikini
- 2006: Bikini Girls from the Lost Planet
- 2007: Super Ninja Doll
- 2007: The Girl from B.I.K.I.N.I.
- 2008: Voodoo Dollz
- 2008: Bikini Royale
- 2008: Tarzeena: Jiggle in the Jungle
- 2011: Throat A Cautionary Tale
- 2012: Baby Dolls Behind Bars
- 2012: Savanna Samson Is The Masseuse
- 2013: The Big Bust Theory

## Auszeichnungen
- 2002: AVN Award „Best Anal Sex Scene – Film“
- 2005: AVN Award „Best Oral Sex Scene – Film“
- 2007: AVN Award „Best Group Sex Scene – Video“
- 2014: AVN Award „Unsung Male Performer of the Year“[1]